# Manon Hostens
Manon Hostens, née le 7 juin 1994 à Roubaix, est une kayakiste française.

## Biographie
Manon Hostens naît à Roubaix (département du Nord) le 7 juin 1994.

## Carrière
Manon Hostens débute en kayak en Dordogne, à Castelnaud-la-Chapelle et rejoint le club de canoë-kayak de Périgueux en 2009.
Elle participe aux Jeux olympiques de la jeunesse d'été de 2010, où elle est éliminée en quarts de finale en K1 slalom et au troisième tour en K1 sprint.
Elle est sacrée championne du monde de descente en sprint K1 par équipe aux Championnats du monde de descente 2013. Aux Championnats du monde de descente 2014, elle est médaillée de bronze en K1 classique individuel, médaillée d'or en K1 classique par équipe et médaillée d'argent en K1 sprint par équipe. Une nouvelle médaille d'or en sprint par équipe est remportée aux Championnats du monde de descente 2015. Elle est sacrée championne du monde de descente en K1 classique en 2016 ; elle est aussi lors de cette compétition médaillée de bronze en K1 classique par équipe, médaillée d'argent en K1 sprint et médaillée d'or en K1 sprint par équipe.
Elle est sélectionnée pour participer aux Jeux olympiques d'été de 2016 en course en ligne, dans le K4 500 mètres.
Aux Championnats du monde de descente 2017, elle est médaillée d'or en K1 sprint par équipes et médaillée d'argent en K1 sprint.
Aux Championnats du monde de descente 2018, elle est médaillée d'or en K1 sprint, médaillée d'argent en K1 sprint par équipe, en K1 classique et en K1 classique par équipe.
Elle est médaillée d'or en K2 500 mètres aux Championnats d'Europe de course en ligne 2018.
Elle est médaillée d'or en K1 sprint et classique, en individuel et par équipes aux Championnats du monde de descente 2022.

## Décoration
- Médaille de la jeunesse, des sports et de l'engagement associatif, argent (2025)[6].